# Трибун
Трибун е длъжност в Древен Рим.
Военен трибун (на латински: tribunus militum) е командна длъжност в римския легион. В епохата на Републиката военният трибун командва легион. В епохата на Империята във всеки легион има по един военен трибун от сенаторите (втори по старшинство в легиона след легатите) и пет – от съсловието на конниците.
Народните трибуни (на латински: tribunus plebis, букв. плебейски трибун) са длъжностни лица, (от 490 пр.н.е.) ежегодно избирани от плебеите на събранията по племена „триби“. Длъжността народен трибун е въведена, за да бъдат защитени правата на плебеите от произвола на магистратите, избирани сред патрициите.
Трибуните имат право да налагат „вето“ върху разпорежданията или постановленията на сената и на всички магистрати (освен диктатора и цензора), да арестуват и наказват с глоба магистрати (освен диктатора) и обикновените граждани, да свикват събрания на плебеите, заседания на трибутните комиции и сената и да ги председателстват, да издават едикти и да предлагат законопроекти.
Личността на народния трибун е считана за неприкосновена. Народните трибуни са задължени постоянно да държат вратите на домовете си отворени за гражданите, нуждаещи се от защита и нямат право да напускат Рим за повече от денонощие. Властта им е ограничена в чертите на града (вж. „померий“).
Най-висок подем римската демокрация има при дейността на народните трибуни Тиберий и Гай Гракх. С установяването на Империята, институцията на народните трибуни губи самостоятелното си значение, но продължава да съществува под формата на „трибунската власт“ на императора.
Народният трибунат просъществува до 3 век.